# 完美情人 (1世代歌曲)
《完美情人》是英國-愛爾蘭男子團體1世代的一首歌曲，收錄於他們的第5張錄音室專輯《青春創世紀》中。歌曲由团体成员哈利·斯泰爾斯和路易·湯姆林森与长期合作人朱利安·布內塔和約翰·萊恩于青春再前進巡迴演唱會巡演途中创作，于2015年10月16日发行。
歌曲发行后获得了专业乐评的好评，并取得了一定的商业成功。其在爱尔兰夺冠，在包括英国、美国、法国、新西兰和澳大利亚等多国进入了前十名。歌曲的音乐录像带由索菲·马勒导演。影片展示了团体成员在巡演后在酒店休息的场景。1世代曾多次现场表演了本歌曲。

## 评论
數碼間諜的刘易斯·科尔诺赞扬《完美情人》有着“精彩的80年代流行片段”，是对泰勒·斯威夫特（团体成员哈利·斯泰爾斯前女友）歌曲《型》一次“有趣的回应”。前团体成员贊恩·馬利克在2016年1月接受《告示牌》表示，《青春創世紀》的首张单曲《愛的勇士》“很酷”，但听到本歌曲后，他不想买这张专辑了。

## 音乐录像带
歌曲的音乐录像带由索菲·马勒导演，演员喬凡尼·瑞比西也加入了协作。影片以黑白效果录制，于2015年9月初在纽约曼哈頓中城洲際酒店拍摄，2015年10月20日正式在Vevo首播。影片展示了团体成员在巡演后在酒店休息的场景。

## 现场表演
团体于2015年10月16日在青春再前進巡迴演唱會最后一阶段的都柏林3体育场首次现场表演了歌曲。此后，歌曲一直是青春再前進巡演的表演曲目。此外，团体还在2015年全美音乐奖、BBC廣播一台、《艾倫·狄珍妮秀》《吉米·坎摩尔直播秀》《英國版X音素》和Jingle Ball音乐节表演了歌曲。2015年11月，团体在皇家大匯演面向哈里王子现场表演了这首歌曲。

## 商业成绩
《完美情人》在美国空降《告示牌》百强单曲榜第10名，此空降打破了披頭四樂隊在该榜单拥有最多空降前十单曲的音乐团体的记录。

## 曲目列表
- 数字下载[20]

1. "Perfect" – 3:50

- 数字EP[21]

1. "Perfect" (Stripped) – 3:51
2. "Home" – 3:14
3. "Perfect" (Matoma Remix) – 3:43
4. "Drag Me Down" (featuring LunchMoney Lewis（英语：LunchMoney Lewis）) (Big Payno x AFTERHRS Remix) – 3:08

注：《Home》由傑米·斯科特、路易·湯姆林森和連恩·佩恩创作。

## 榜单成绩
| 榜单（2015年-2016年）                | 最高 排位 |
| ------------------------------------ | --------- |
| 澳大利亚（澳大利亚唱片业协会單曲榜） | 4         |
| 奥地利（Ö3四十强单曲榜）             | 2         |
| 比利时佛兰德（Ultratop五十强单曲榜） | 9         |
| 比利时瓦隆（Ultratop五十强单曲榜）   | 21        |
| 加拿大（Canadian Hot 100）           | 13        |
| 捷克（百強數位單曲榜）               | 3         |
| 捷克（電台百強單曲榜）               | 15        |
| 丹麥（Hitlisten单曲榜）              | 25        |
| 芬兰（芬蘭官方單曲榜）               | 12        |
| 法国（法國唱片出版業公會單曲榜）     | 8         |
| 德国（德國官方單曲榜）               | 20        |
| 愛爾蘭（愛爾蘭唱片音樂協會单曲榜）   | 1         |
| 意大利（意大利音乐产业联盟单曲榜）   | 3         |
| 匈牙利（四十强电台榜）               | 8         |
| 匈牙利（四十強單曲榜）               | 2         |
| 日本（Japan Hot 100）                | 24        |
| 荷兰（荷蘭四十強單曲榜）             | 31        |
| 荷兰（百强单曲榜）                   | 28        |
| 新西兰（新西兰唱片音乐协会单曲榜）   | 7         |
| 挪威（世道單曲榜）                   | 15        |
| 波蘭（波蘭百大電台榜）               | 11        |
| 蘇格蘭（官方榜单公司單曲榜）         | 1         |
| 斯洛伐克（百強數位單曲榜）           | 1         |
| 南非（非洲娛樂監測单曲榜）           | 5         |
| 西班牙（西班牙音樂製作協會）         | 11        |
| 瑞典（瑞典最熱榜）                   | 12        |
| 瑞士（瑞士热门音乐榜）               | 12        |
| 英國（官方榜单公司單曲榜）           | 2         |
| 美国（《告示牌》百大單曲榜）         | 10        |
| 美國（《告示牌》Adult Pop Airplay）  | 22        |
| 美國（《告示牌》Pop Airplay）        | 10        |

| 榜单（2015年）                       | 排位 |
| ------------------------------------ | ---- |
| 澳大利亞（澳大利亞唱片業協會單曲榜） | 91   |

| 榜单（2016年）               | 排位 |
| ---------------------------- | ---- |
| 加拿大（加拿大百強單曲榜）   | 61   |
| 美國（《告示牌》百強單曲榜） | 100  |

## 销售认证
| 地區                                     | 认证       | 认证单位/销量 |
| ---------------------------------------- | ---------- | ------------- |
| 澳大利亚（澳大利亚唱片业协会）           | 3× 白金    | 210,000‡      |
| 加拿大（加拿大音乐协会）                 | 2× 白金    | 160,000‡      |
| 丹麦（國際唱片業協會丹麥分會）           | 白金       | 90,000‡       |
| 德国（聯邦音樂產業協會）                 | 金         | 200,000‡      |
| 意大利（意大利音乐产业联盟）             | 白金       | 50,000‡       |
| 墨西哥（墨西哥音像製品協會）             | 2× 白金+金 | 150,000‡      |
| 新西兰（新西兰唱片音乐协会）             | 白金       | 15,000*       |
| 西班牙（西班牙音樂製作協會）             | 金         | 30,000‡       |
| 英国（英国唱片业协会）                   | 白金       | 600,000‡      |
| 美国                                     | —          | 817,000       |
| *僅含認證的實際銷量 ‡僅含認證的+實際銷量 |            |               |